# یربا ماته

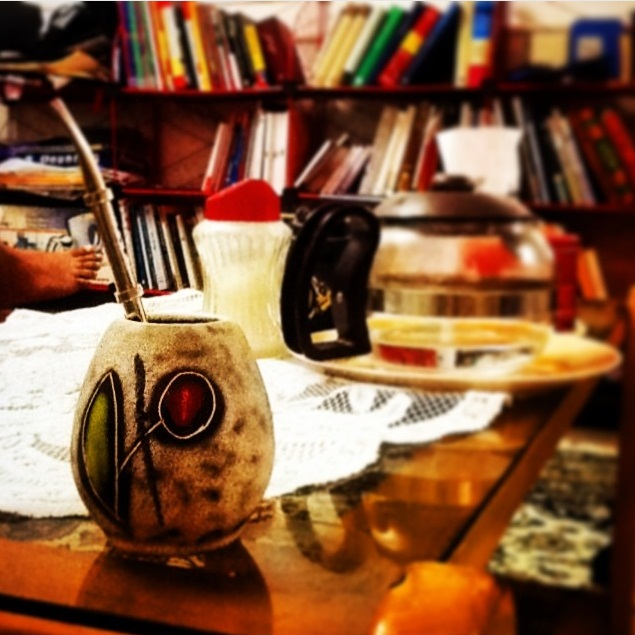
ماته، نوشیدنی سنتی آمریکای جنوبی

ماته (mate) درختی است بومی آمریکای جنوبی که برگ‌های آن را چیده و خشک می‌کنند تا محصولی به نام چای ماته یا چای پاراگوئه (Ilex paraguariensis) به دست آید. این گیاه بومی مناطق نیمه‌گرمسیری امریکای جنوبی است. در میان بومیان گوارانی با نام کا-آ (Ka’a)، به‌معنای لغوی و تحت اللفظی “گیاه”، شناخته می‌شود. از این چای برای از بین بردن چربی ها و باعث ایجاد شدن احساس پری و کاهش اشتها استفاده می‌شود.
با افزودن آب گرم به چای ماته نوشیدنی سنتی مخصوصی به همین نام به دست می‌آید که بسیار خوشمزه و نشاط‌آور است.